# Promachus productus
Promachus productus là một loài ruồi trong họ Asilidae. Promachus productus được Walker miêu tả năm 1851. Loài này phân bố ở vùng nhiệt đới châu Phi.